# Selvo
I Selvo (talvolta anche Silvo) furono una famiglia patrizia veneziana, annoverata fra le cosiddette Case Nuove. Nella seconda metà del secolo XI diedero alla Repubblica un doge, Domenico Selvo.

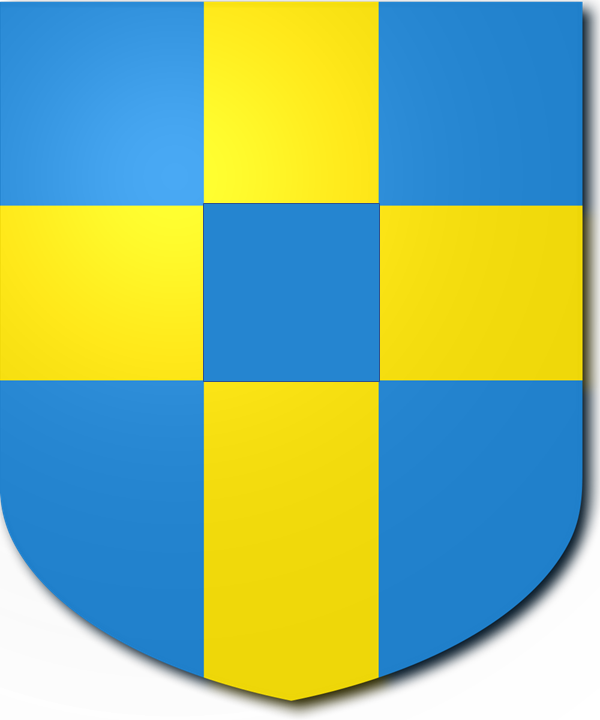
Blasone dei Selvo

## Storia
Il casato dei Selvo, proveniente dall'isoletta lagunare di Torcello, avrebbe avuto la propria leggendaria origine in una famiglia patrizia romana. Alcune ipotesi farebbero discendere da questa famiglia quella dei Belegno.
Furono attivi protagonisti della storia della Venezia altomedievale, diedero alla città antichi tribuni e ben quattro Procuratori di San Marco, ma raggiunsero il vertice del potere verso il 1071, con l'elezione di Domenico Selvo alla carica dogale. Furono confermati nel corpo patrizio alla serrata del Maggior Consiglio del 1297; tuttavia, in virtù del potere e dell'influenza esercitati anche nei secoli precedenti, è possibile che questo casato fosse già presente nell'antico Consilium. 
I Selvo dovettero scomparire probabilmente verso il 1311, benché fonti più antiche attestino che i due rami nei quali s'era divisa la famiglia si estinsero rispettivamente nel 1283 e nel 1401, quest'ultimo in un Marco di Fantino Selvo, Giudice al Forestier, che aveva sposato nel 1398 una figlia di Giovanni di Francesco Contarini.

## Membri illustri
- Domenico Selvo († 1087), doge veneziano.